# Puercoespín (arma)
Se llama puercoespín a una máquina que se utilizaba para defender los asedios a las fortalezas. 
Estaba compuesta de un tablón de seis pulgadas (15 cm.) de grueso por el lado que da a la campaña, clavado sobre unos maderos de cuatro pulgadas (10 cm.) en cuadro, diez pies (3,3 m.) de longitud y seis (2 m.) de latitud. En dicho tablón se introducían horizontalmente y hacia el frente unos clavos puntiagudos de hierro de ocho pulgadas (20 cm.) de longitud sobre una de diámetro en su cabeza y a la distancia de tres pies (1 m.) y cuatro pulgadas (10 cm.) de cada uno de sus lados o extremos se le aseguran dos palos redondeados de una madera fuerte de dieciocho pies (6 m.) de longitud. Esta máquina se ponía sobre dos rodillos de un pie (33 cm.) de diámetro como mucho y se colocaba sobre el parapeto al momento de la escalada. Se utilizaba para apartar y arrojar al suelo a fuerza de brazos, las escalas y a los soldados que las subían. También se colocaba en las golas de los fuertes y en las cabezas de los puentes.